# Vũ điệu Samba
Vũ điệu Samba (Hangul: 댄서의 순정, Romaja quốc ngữ: Daenseo-ui sunjeong) là bộ phim hài tình cảm Hàn Quốc được sản xuất năm 2005. Phim được viết và đạo diễn bởi Park Young-hoon.
Sau thành công của bộ phim Cô dâu 15 tuổi, Moon Geun-young trở thành nữ diễn viên tuổi "teen" được mến mộ nhất Hàn Quốc năm 2004. Nữ diễn viên với nét đẹp ngây thơ này lại vừa xuất hiện trong "Vũ điệu samba" với vai diễn một vũ công điêu luyện qua những vũ điệu sôi động.
Để có được cảnh quay hoành tráng và ấn tượng nhất là cuộc thi khiêu vũ quốc gia trong phim, các nhà làm phim đã mất 200 nghìn USD và làm việc miệt mài suốt hai ngày đêm. Khi thực hiện cảnh này, đoàn làm phim đã dàn dựng một sàn nhảy sang trọng tại hý viện Thiên Thần Nhỏ. Tham gia vào cảnh quay còn có 300 vũ công chuyên nghiệp.
Ba máy quay cùng hoạt động ở ba góc độ khác nhau, để đảm bảo không bỏ sót một chi tiết quan trọng nào trong đại cảnh này, đồng thời phải bám theo từng biểu hiện xúc cảm của Chae Ryn khi cô khiêu vũ với tâm trạng rối bời, vì phải chọn lựa giữa tình yêu và sự nghiệp.

## Kịch bản
Jang Chae Ryn - cô gái gần tròn 20 tuổi, giả danh chị gái mình từ Trung Quốc sang Hàn Quốc để học khiêu vũ và phát triển sự nghiệp. Để được lưu trú ở xứ Hàn, cô phải giả vờ kết hôn với thầy dạy nhảy của mình là Na Young Sae - một ngôi sao khiêu vũ đã giải nghệ. Sự đồng cảm trong tâm hồn và tình yêu nghệ thuật đã đưa hai người đến với nhau.
Biết Young Sae sắp quay lại cuộc thi khiêu vũ quốc gia với một cô bạn diễn tài năng, đối thủ của anh là Huyn Soo đã mua chuộc ông bầu để cướp đi Chae Ryn. Hắn cho đàn em đập gãy chân Young Sae và đe dọa sẽ tố cáo vụ kết hôn giả với cảnh sát. Chae Ryn đành bước lên sàn diễn với Huyn Soo và họ đã giành giải quán quân.
Tuy nhiên, trái tim của Chae Ryn lúc nào cũng hướng về Young Sae, người bạn và người thầy tuyệt vời đã dìu dắt cô trong những bước nhảy đầu tiên. Chính trái tim đó đã đưa cô trở về với tình yêu đích thực của mình.

## Diễn viên
Moon Geun-young bắt đầu đóng phim với vai Eun Suh lúc nhỏ trong bộ phim Trái tim mùa thu, cô khiến khán giả nhớ mãi nét ngây thơ và đôi mắt to tròn biểu cảm. Cơ hội thứ hai đến với cô qua vai Hong Ryon trong phim Chuyện hai chị em gái, bộ phim kinh dị ăn khách của năm 2003. Với vai Bo Eun, cô nữ sinh trung học đáng yêu trong phim Cô dâu 15 tuổi, cô đã trở thành một ngôi sao được ái mộ nhất năm 2004. Sau khi thành công với đề tài kinh dị và hài hước, cô lại quay về với đề tài tình cảm lãng mạn qua bộ phim Vũ điệu samba.
Để trở thành nữ vũ công đến từ Yunbyun, nữ diễn viên Moon Geun-young vai Jang Chae Ryn đã phải học tiếng địa phương với một giáo viên người Hoa gốc Hàn, ngay sau khi nhận vai. Mặc dù chỉ nói vài đoạn thoại bằng tiếng Trung Quốc nhưng vì phim thu âm trực tiếp, cô đã tích cực học phát âm trong suốt 3 tháng.
Từ khi chính thức nhận vai vào tháng 8/2004, cô đã phải học khiêu vũ 10 tiếng mỗi ngày. Geun Young phải học thuần thục tất cả các điệu nhảy: rhumba, chachacha, nhất là samba vì đây là ba vũ điệu chính trong phim. Moon Geun-young tâm sự: "Khi học những bước nhảy đầu tiên, móng chân tôi muốn rụng ra và chân tôi muốn khuỵu xuống.
Không biết tôi học có giỏi không nhưng khi nhảy cùng Park Gun Hyung trái tim tôi đập rộn ràng". Và 6 tháng sau, Cô dâu bé nhỏ Moon Geun-young đã sẵn sàng bước lên sàn quay để trở thành nữ vũ công Jang Chae Ryn. Phát hiện được năng khiếu của Moon Geun-young, đạo diễn về khiêu vũ của phim đã tiến cử cô tham dự cuộc thi khiêu vũ dành cho các nghệ sĩ không chuyên.
Trong phim Cô dâu 15 tuổi, Moon Geun-young hát bài Tôi chưa biết tình yêu là gì đã được các fan ủng hộ cuồng nhiệt và góp thêm vào thành công của bộ phim này. Trong phim Vũ điệu samba cô hát bài Ye lai xiang của Teresa, một bài hát tiếng Hoa cũng về tình yêu đôi lứa. Giọng hát trong trẻo nhưng cũng rất truyền cảm của cô đã làm tăng thêm sức hấp dẫn cho bộ phim.
Park Gun Hyung vai Na Young Sae bước lên sân khấu với vai chính trong chương trình Go go beach được chú ý nhiều nhất của Hàn Quốc, Park trở thành ngôi sao được mến mộ của chương trình nhạc kịch Cơn sốt tối thứ bảy. Cao 1,83 m với giọng ca trầm ấm, bước nhảy điêu luyện và khả năng diễn xuất ấn tượng, anh đã làm cả đoàn phim Vũ điệu samba thở phào nhẹ nhõm khi nhận lời đảm nhận vai nam chính trong phim.

## Phân vai
- Moon Geun Young vai Jang Chae-ryn
- Park Keon-hyeong vai Na Young-sae
- Park Won-sang vai Ma Sang-doo
- Chang Yun vai Jung Hyun-soo

## Giải thưởng và đề cử
Giải thưởng Chuông Vàng 2005
- Đề cử – Diễn viên nữ xuất sắc – Moon Geun-young
- Đề cử – Diễn viên nam xuất sắc – Park Gun-hyung
- Đề cử – Thiết kế trang phục xuất sắc nhất – Lee Ji-young
- Đoạt giải – Giải thưởng phổ biến – Moon Geun-young

Giải thưởng Thanh Long 2005
- Đề cử – Diễn viên nam xuất sắc – Park Gun-hyung

Giải thưởng phim Hàn Quốc 2005
- Diễn viên nam xuất sắc – Park Gun-hyung

## Phiên bản làm lại
Vào năm 2015, Trung tâm Văn hóa Hàn Quốc tuyên bố sẽ đồng sản xuất bộ phim với một diễn viên Trung Quốc và Hàn Quốc. 60% bộ phim sẽ được quay ở Trung Quốc và 40% ở Busan.